# 夢みる時間
「夢みる時間」（ゆめみるじかん）は、日本の女優である森恵の7枚目のシングルで、1989年9月21日に日本コロムビアから発売された。

## 概要
前作「バリエーション」から約5ヶ月ぶりのシングルで、今作を以って最後のEP盤となった。
2曲共に、オリジナルアルバム未収録であり、アニメ『キテレツ大百科』の主題歌集である『キテレツ大百科 ソング・コレクション』に収録された。

## 収録曲

### EPレコード
| 全編曲: 山本健司。 |                |          |        |      |
| #                  | タイトル       | 作詞     | 作曲   | 時間 |
| 1.                 | 「夢みる時間」 | 吉元由美 | 林哲司 | 3:25 |

| 全編曲: 山本健司。 |                          |          |            |      |
| #                  | タイトル                 | 作詞     | 作曲       | 時間 |
| 1.                 | 「フェルトのペンケース」 | 岩室後子 | 来生たかお | 3:47 |

### 8cmCD
| 全編曲: 山本健司。 |                          |           |            |      |
| #                  | タイトル                 | 作詞      | 作曲       | 時間 |
| 1.                 | 「夢みる時間」           | 吉元由美  | 林哲司     | 3:25 |
| 2.                 | 「フェルトのペンケース」 | 岩室後子  | 来生たかお | 3:47 |
| 合計時間:          | 合計時間:                | 合計時間: | 合計時間:  | 7:12 |

## 収録作品

### アルバム
| 収録アルバム                           | 発売日         | 備考                       |            |
| 夢みる時間                             | 夢みる時間     | 夢みる時間                 | 夢みる時間 |
| -------------------------------------- | -------------- | -------------------------- | ---------- |
| キテレツ大百科 ソング・コレクション    | 1989年12月21日 | 主題歌アルバム             |            |
| キテレツ大百科 ソング・コレクション'92 | 1992年6月21日  | 主題歌アルバム             |            |
| 続々々々々・テレビまんが主題歌のあゆみ | 1998年1月21日  | コンピレーション・アルバム |            |
| キテレツ大百科 スーパー・ベスト        | 2004年1月21日  | 主題歌アルバム             |            |
| フェルトのペンケース                   |                |                            |            |
| キテレツ大百科 ソング・コレクション    | 1989年12月21日 | 主題歌アルバム             |            |
| キテレツ大百科 ソング・コレクション'92 | 1992年6月21日  | 主題歌アルバム             |            |
| キテレツ大百科 スーパー・ベスト        | 2004年1月21日  | 主題歌アルバム             |            |